# 埃勒河畔圣乔治
埃勒河畔圣乔治（法語：Saint-Georges-d'Elle，法語發音：[sɛ̃ ʒɔʁʒ dɛl]）是法国芒什省的一个市镇，属于圣洛区。该市镇总面积8.96平方公里，2009年时的人口为381人。

## 人口
埃勒河畔圣乔治人口变化图示